# Abbas Gharabaghi
Abbas Gharabaghi (persiska: عباس قره‌باغی), född 1 november 1918 i Tabriz, Persien, död 14 oktober 2000 i Paris, Frankrike, var den siste stabschefen för Irans väpnade styrkor och biträdande överbefälhavare för Irans kejserliga armé under Pahlavidynastin. Shahen Mohammad Reza Pahlavi utpekade från sin exil i december 1979 Gharabaghi som landsförrädare för hans brott mot landets konstitution under den iranska revolutionen.

## Roll i den iranska revolutionen
Gharabaghi tjänstgjorde fram till 1979 som gendarmeriets befälhavare i Iran. När islamister och vänsterextremister 1978 organiserade stora protester i landet hade Hasan Toufanian och Amir Hosein Rabi, generaler inom flygvapnet, för avsikt att genomföra en militärkupp för att skydda monarkin och kväsa upproret i landet. De fick inte något stöd från general Abbas Gharabaghi och andra höga militära tjänstemän.
Gharabaghi utsågs den 7 januari 1979 till stabschef för Irans väpnade styrkor. Hans huvudsakliga uppdrag var att stödja Mohammad Reza Pahlavi som lämnade Iran den 16 januari, att försvara den liberaldemokratiske premiärministern Shapur Bakhtiars civila regering och att upprätthålla ordning och säkerhet i landet. Men från och med den 27 januari tillmötesgick han i stället revolutionärernas krav och träffade Mehdi Bazargan och Ezzatollah Sahabi under påtryckningar från general Robert Huyser, biträdande överbefälhavare för USA:s styrkor i Europa. Bazargan och Sahabi var medlemmar i Ayatollah Khomeinis revolutionära råd och på så sätt medverkade Gharabaghi till monarkins kollaps och banade vägen för islamisternas seger. Den 11 februari drog Gharabaghi tillsammans med tjugotvå högre militärledare, formellt tillbaka sitt stöd för Bakhtiar.
Redan i december 1979 hävdade shahen att mötet mellan Huyser, Bazargan och Sahabi var organiserat av Gharabaghi och utpekade honom tillsammans med general Hosein Fardust och säkerhetstjänstens chef general Nasser Moghadam som landsförrädare. Shapur Bakhtiar riktade också svidande kritik mot Gharabaghi och ansåg att han gått emot sitt uppdrag och förrått landets konstitutionella författning. I sina memoarer anklagar Gharabaghi själv Bakhtiar regeringens kollaps och utpekar utan några belägg honom som förrädare.

## Exil i Frankrike
Gharabaghi var en av endast två höga militära tjänstemän som inte fängslades och avrättades av det islamiska revolutionära rådet efter revolutionen. Han fick hjälp från Bazargan att lämna landet i smyg och bosatte sig i Paris. Han avled 2000 och är begravd på kyrkogården Père-Lachaise.